# 郑州人民公园群殴事件
2025年7月初，中国河南省郑州市人民公园发生多起针对同性恋的仇恨犯罪事件。行凶者利用交友平台假扮同性恋身份，通过假照片、预设对话脚本和编造生活细节逐步获取目标信任，继而把对方约到公园进行围殴。郑州警方2025年7月9日晚间宣布已抓获涉案嫌疑人17名，刑事拘留11人，行政拘留6人（其中5人因未满16周岁不予执行）。

## 事件经过
7月6日夜晚，多名嫌犯在Blued等同性社交媒体利用伪造头像、固定引导性话术与虚构生活背景冒充约会对象，在取得基本信任后，将对方约至郑州市人民公园内相对隐蔽的会合地点。受害者到场后，隐藏在附近的多名团伙成员现身，将其包围并实施暴力，袭击工具包括棍棒、甩棍及喷雾类刺激性物质等。有施暴过程被同伙以手机拍摄，并被上传至网络平台传播。
视频片段显示，行凶者在实施殴打的同时伴随辱骂与质问，例如反复追问受害者“是不是1”“是不是来找男人”等带有性取向指涉的言语；即便受害者跪地求饶或尝试逃离，暴力仍持续，一些画面中可听到有人喊“不要打头”但随即继续以脚踹、棍击受害者身体。
多份当事人自述与媒体跟进报道指出，遭袭对象并不局限于同性恋者；其他夜间独行男性（包括路人、误入者等）亦可能成为攻击目标。团伙成员常以“是1还是0”作羞辱性盘问，如对方拒答或无法确认身份，亦可能立即遭受殴打。

## 反应

### 社会反应
在时间发生后，有民众发布相关事件的微博被官方封锁。有多名男性网友在中国社交媒体称曾在郑州人民公园被殴打，时间分别为今年春季、5月底及7月初。其中有人被殴打时正在与男性约会，而有人担心同志身分曝光，在受害后并未报警。同志交友平台Blued创始人耿乐说，這是非常嚴重的事件，公開呼籲嚴懲施暴者，查清事實。

### 媒体报道
中国境内官媒的媒体叙事均不提及事件的恐同仇恨犯罪性质，仅将其描述为“聚众殴打他人事件”。

### 警方调查
郑州警方2025年7月9日晚间宣布已抓获涉案嫌疑人17名，依法刑事拘留11人，行政拘留6人（其中5人因未满16周岁不予执行）。警方称上述人员均系通过网络建立联系，多次临时起意，相约作案。